# صحنه (کرمانشاه)
صحنه یا سحنه یکی از شهرهای شهرستان صحنه در استان کرمانشاه و در ۵۵ کیلومتر شهر کرمانشاه در جادهٔ کرمانشاه به همدان قرار دارد. طول جغرافیایی شهر ۴۷٫۶۸۷۲ و عرض جغرافیایی آن ۳۴٫۴۸۴۴ است. شهر صَحنه مرکز شهرستان صحنه است. دربند صحنه از مناطق دیدنی شهرستان صحنه می‌باشد که دارای آبشار، درختان وحشی و باغ میوه، کوه‌های بلند بوده و اثر تاریخی گوردخمه صحنه در آنجا قرار دارد.
منبع اصلی تهیه آب این شهر، سرآب صحنه است که دارای رودخانه‌ها و چشمه‌های بسیاری است و منطقه را به سرزمینی پرآب و حاصلخیز با هوایی معتدل تبدیل نموده‌است.

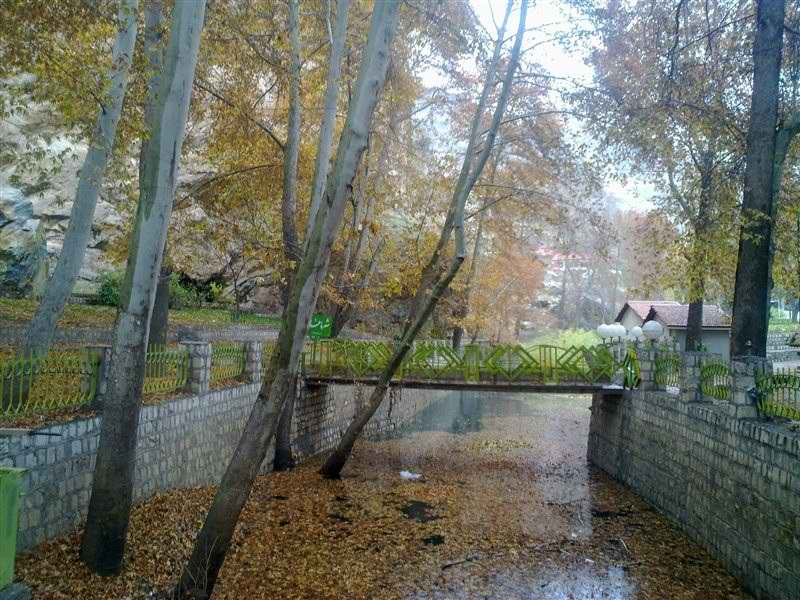
سرآب دربند صحنه

## نام صحنه
وجه تسمیه و تاریخچه شهر صحنه به درستی مشخص نیست. صرف نظر از شکل مکتوب عربی (صحنه)، می‌توان آن را تلفّظ سئنه/ sa, ena دانست که به معنی شاهین است. در اسامی جاهای دیگر مانند سنه (سنندج)، هرسین، و شاهیندژ یا ساییندژ این جزء پدیدار است.
ابن خردادبه به مکانی به نام سیسَر اشاره کرده و یاقوت حموی نوشته که در نزدیکی آنجا مکانی به نام صد خانیه یا صد خانه قرار دارد که چشمه‌های بسیاری در آن دیده می‌شود. خانه به معنای چشمه است که در گویش گورانی هانه گفته ‌می‌شود. از این‌رو برخی واژۀ صحنه را کوتاه‌شدۀ «صد هانه» و به معنای صد چشمه دانسته‌اند.

## تاریخ
در سفرنامه‌ای از ناصرالدین شاه در دورۀ قاجار از «قریه صحنه» به عنوان روستایی حاصل‌خیز نام برده شده‌است. بر اساس آثار تاریخی که در شهر موجود است کاروانسراهای شاه عباسی در خیابان شاه عباسی و گوردخمه صحنه در کوه‌های دربند صحنه از دیرباز در مسیر راه‌های کاروان‌رو قرار داشته‌است.

موقعیت شهر صحنه در نقشه ی کردستان در 1865-1869 - هاینریش کیپرت

بنابر یکی از روایاتی که در مورد قتل خواجه نظام‌الملک طوسی وجود دارد و در تاریخ جهانگشای نوشتۀ عطاملک جوینی آمده، ‌وی در سال ۴۸۵ قمری (۱۴ اکتبر ۱۰۹۲) در صحنه توسط یک نفر باطنی کشته شده‌است.

## مردم

### زبان
زبان ساکنان این منطقه کردی صحنه‌ای و  کردی جنوبی با گویش ویژه شهرستان های صحنه و کنگاور (برمبنای کردی کرمانشاهی) میباشد.

### مذهب
بخش بزرگی از ساکنان صحنه پیرو آیین یارسان و بقیه نیز پیرو شیعه دوازده‌امامی هستند. همچنین اقلیتی از پیروان بهایی و یهودی نیز در صحنه زندگی می‌کنند.

## ساختار شهری

### مالکیت اراضی شهری
تا پیش از انقلاب بهمن ۱۳۵۷ تمام اراضی شهر صحنه از خانه‌ها تا مکان‌های تجاری، اداری و مدارس در مالکیت میرزا جوادخان معاون‌السلطنه بود، هرچند زمین‌های کشاورزی با اجرای قانون اصلاحات ارضی به مالکیت کشاورزان درآمده بودند. پس از انقلاب تمام شهر صحنه به صورت یک‌جا در اختیار کمیتهٔ امداد امام خمینی قرار گرفت اما سندی که برای آن صادر شد، عرصهٔ ۶ دانگ شهر صحنه بود و هیچ‌یک از اماکن شهر صحنه سند ثبتی ندارند.

## فرهنگ

### موزه‌ها
موزۀ مردم‌شناسی شهرستان صحنه در تاریخ ۶ شهریور ۱۳۸۷ در پارک معلم این شهر افتتاح شد که در آن زمان پنجمین موزۀ مردم‌شناسی در استان کرمانشاه به شمار می‌آمد. اما ساختمان این موزه به شهرداری صحنه تعلق داشت. انتقال شورای شهر صحنه به این ساختمان در شهریور ۱۳۹۹، سبب پایان یافتن فعالیت موزه و تعطیلی آن شد. اشیاء و وسایل موزه به کنگاور انتقال یافته تا در آنجا موزۀ‌ مردم‌شناسی دیگری تأسیس شود.

### سالن‌های سینما
شهر صحنه به مدت طولانی فاقد سالن سینما بود. با تغییر کاربری سالن مجتمع فرهنگی هنری فجر در محلۀ بالاجوب این شهر به سالن سینما، سینما دربند صحنه تأسیس شد که در روز ۲۳ خرداد ۱۳۹۷ با نمایش فیلم پویانمایی فیلشاه کار خود را آغاز کرد.